# Dyskografia Christiny Aguilery
Artykuł przedstawia całkowitą dyskografię Christiny Aguilery. Artystka wydała w sumie sześć albumów studyjnych, dwa albumy kompilacyjne, jeden minialbum (EP) oraz trzydzieści siedem singli dzięki wytwórni Sony BMG Music.

## Albumy
Lista albumów LP i EP wydanych przez Aguilerę, zawierająca daty wydania, tytuły, ich najwyższe pozycje na listach przebojów w poszczególnych krajach, liczba sprzedanych egzemplarzy w Stanach Zjednoczonych i na świecie oraz różne przyznane certyfikaty.
W pierwszej podsekcji uwzględnione zostały albumy studyjne nagrane w języku angielskim, w drugiej minialbumy, w trzeciej z kolei – pozostałe, w tym hiszpańskojęzyczny album studyjny oraz album zawierający covery popularnych kolęd i muzykę świąteczną.
W USA albumy trafiły w ręce ponad 17 milionów nabywców, na świecie sprzedano ponad czterdzieści milionów egzemplarzy płyt piosenkarki.

### Anglojęzyczne albumy studyjne
| Rok  | Album | Pozycja na listach | Pozycja na listach | Pozycja na listach | Pozycja na listach | Pozycja na listach | Pozycja na listach | Pozycja na listach | Pozycja na listach | Pozycja na listach | Pozycja na listach | Pozycja na listach | Nakład                                               | Certyfikaty                                                                                                  |
| Rok  | Album | US                 | UK                 | CAN                | AUS                | GER                | SWI                | AUT                | FRA                | NET                | BEL                | SWE                | Nakład                                               | Certyfikaty                                                                                                  |
| ---- | --- | ------------------ | ------------------ | ------------------ | ------------------ | ------------------ | ------------------ | ------------------ | ------------------ | ------------------ | ------------------ | ------------------ | ---------------------------------------------------- | --- |
| 1999 | Christina Aguilera - data wydania: 24 sierpnia 1999 - wydawca: RCA Records - format: CD, kaseta magnetofonowa, CS             | 1                  | 14                 | 1                  | 21                 | 13                 | 5                  | 15                 | 44                 | 21                 | 19                 | 60                 | - Świat: 17 200 000 - US: 9 300 000                  | - US: 8× platyna - CAN: 6× platyna - AUS: platyna - UK: platyna - EU: platyna                                |
| 2002 | Stripped - data wydania: 26 października 2002 - wydawca: RCA Records - format: CD, kaseta magnetofonowa, CS, digital download | 2                  | 2                  | 3                  | 7                  | 6                  | 9                  | 10                 | 49                 | 3                  | 7                  | 13                 | - Świat: 13 300 000+ - US: 4 425 000 - UK: 1 900 000 | - US: 4× platyna - CAN: 3× platyna - AUS: 4× platyna - UK: 6× platyna - EU: 3× platyna - RUS: 4x platyna     |
| 2006 | Back to Basics - data wydania: 10 sierpnia 2006 - wydawca: RCA Records - format: CD, digital download                         | 1                  | 1                  | 1                  | 1                  | 1                  | 1                  | 1                  | 10                 | 1                  | 2                  | 2                  | - Świat: 5 000 000+ - US: 1 725 000                  | - US: platyna - CAN: 3× platyna - AUS: 2× platyna - UK: platyna - EU: platyna - POL: złoto - RUS: 5x platyna |
| 2010 | Bionic - data wydania: 4 czerwca 2010 - wydawca: RCA Records - format: CD, digital download                                   | 3                  | 1                  | 3                  | 3                  | 6                  | 2                  | 3                  | 23                 | 6                  | 4                  | 9                  | - Świat: 1 000 - US: 500 000                         | - AUS: złoto - AUT: złoto - UK: srebro - US: złoto - RUS; platyna                                            |
| 2012 | Lotus - data wydania: 9 listopada 2012 - wydawca: RCA Records - format: CD, digital download                                  | 7                  | 28                 | 7                  | 19                 | 13                 | 10                 | 13                 | 50                 | 12                 | 26                 | 39                 | - Świat: 1 000 000 - US: 500 000                     | - US: złoto - CAN: złoto - RUS: platyna                                                                      |
| 2018 | Liberation - data wydania: 15 czerwca 2018 - wydawca: RCA Records - format: CD, digital download, vinyl                       | 6                  | 17                 | 5                  | 9                  | 4                  | 3                  | 9                  | 47                 | 11                 | 13                 | 41                 | - Świat: 275 000−350 000                             | - RUS: złoto                                                                                                 |

### EP
| Rok  | Album |
| ---- | --- |
| 2003 | Justin & Christina - EP nagrane z Justinem Timberlake’m; edycja limitowana - data wydania: 1 lipca 2003 - wydawca: Sony BMG, RCA Records, Jive Records - format: CD |

### Inne albumy
| Rok  | Album | Pozycja na listach | Pozycja na listach | Pozycja na listach | Pozycja na listach | Pozycja na listach | Pozycja na listach | Pozycja na listach | Pozycja na listach | Pozycja na listach | Pozycja na listach | Pozycja na listach | Nakład                              | Certyfikaty                                                                 |
| Rok  | Album | US                 | UK                 | CAN                | IRE                | AUS                | GER                | SWI                | AUT                | JAP                | ARG                | MEX                | Nakład                              | Certyfikaty                                                                 |
| ---- | --- | ------------------ | ------------------ | ------------------ | ------------------ | ------------------ | ------------------ | ------------------ | ------------------ | ------------------ | ------------------ | ------------------ | ----------------------------------- | --------------------------------------------------------------------------- |
| 2000 | Mi Reflejo - album hiszpańskojęzyczny - data wydania: 12 września 2000 - wydawca: RCA Records - format: CD, kaseta magnetofonowa, CS               | 27                 | 24                 | –                  | –                  | –                  | 40                 | 54                 | 88                 | 59                 | 1                  | 1                  | - Świat: 5 000 - US: 1 000          | - US: 6× platyna (LA) - ARG, CHI: platyna - MEX, VZ: platyna - SPA: platyna |
| 2000 | My Kind of Christmas - album świąteczny - data wydania: 24 października 2000 - wydawca: RCA Records - format: CD, CS                               | 28                 | 21                 | –                  | –                  | –                  | 91                 | 19                 | 31                 | 78                 | –                  | 65                 | - Świat: 6 000 000+ - US: 1 015 000 | - US: platyna                                                               |
| 2001 | Just Be Free - album demo; wydawnictwo nieoficjalne - data wydania: 21 sierpnia 2001 - wydawca: Warlock Records - format: CD                       | 71                 | –                  | –                  | –                  | –                  | –                  | –                  | –                  | –                  | –                  | –                  | - US: 129 000                       | –                                                                           |
| 2006 | Christina Aguilera / Stripped - kompilacja dwóch albumów - data wydania: 2 października 2006 - wydawca: Sony - format: CD                          | –                  | 164                | –                  | –                  | –                  | –                  | –                  | –                  | –                  | –                  | –                  | –                                   | –                                                                           |
| 2008 | Keeps Gettin’ Better – A Decade of Hits - kompilacja - data wydania: 7 listopada 2008 - wydawca: RCA Records - format: CD, digital download        | 9                  | 10                 | 10                 | 9                  | 8                  | 20                 | 14                 | 10                 | 5                  | 3                  | 15                 | - Świat: 1 600 000 - US: 614 000    | - AUS: platyna - US: złoto - UK: złoto - JAP: złoto - IRE: złoto            |
| 2010 | Burlesque: Original Motion Picture Soundtrack - soundtrack - data wydania: 19 listopada 2010 - wydawca: RCA Records - format: CD, digital download | 18                 | 27                 | 16                 | –                  | 2                  | 12                 | 8                  | 5                  | 8                  | –                  | 11                 | - Świat: 1 500 000+ - US: 779 000   | - US: złoto - AUS: złoto - CAN: złoto - JAP: złoto –                        |

## Single
Lista singli wydanych przez Aguilerę, zawierająca rok wydania, tytuły albumów, z których pochodzą, ich najwyższe pozycje na listach przebojów w poszczególnych krajach oraz liczba sprzedanych egzemplarzy na świecie.
W pierwszej podsekcji uwzględnione zostały single solowe artystki lub te z singli nagranych z innymi muzykami, w których pełniła ona funkcję głównej wykonawczyni. Sekcję podzielono dodatkowo na single hiszpańskojęzyczne i promocyjne. W drugiej podsekcji zawarto single innych artystów, w których nagraniu uczestniczyła Aguilera.

### Jako główna artystka
| Rok  | Tytuł                                         | Album                                                               | Pozycje na listach | Pozycje na listach | Pozycje na listach | Pozycje na listach | Pozycje na listach | Pozycje na listach | Pozycje na listach | Pozycje na listach | Pozycje na listach | Pozycje na listach | Pozycje na listach | Pozycje na listach | Pozycje na listach | Pozycje na listach | Pozycje na listach | Pozycje na listach | Pozycje na listach | Pozycje na listach | Pozycje na listach | Sprzedaż światowa |
| Rok  | Tytuł                                         | Album                                                               |                    | Stany Zjednoczone  | Pop                | Unia Europejska    | Wielka Brytania    | Kanada             | Australia          | Niemcy             | Francja            | Nowa Zelandia      | Szwajcaria         | Austria            | Szwecja            | Holandia           | Japonia            | Indonezja          | Filipiny           | Chile              | Polska             | Sprzedaż światowa |
| ---- | --------------------------------------------- | ------------------------------------------------------------------- | ------------------ | ------------------ | ------------------ | ------------------ | ------------------ | ------------------ | ------------------ | ------------------ | ------------------ | ------------------ | ------------------ | ------------------ | ------------------ | ------------------ | ------------------ | ------------------ | ------------------ | ------------------ | ------------------ | ----------------- |
| 1998 | „Reflection”                                  | Mulan O.S.T.                                                        | –                  | –                  | –                  | –                  | –                  | –                  | 34                 | –                  | –                  | –                  | –                  | –                  | –                  | –                  | –                  | 22                 | 2                  | –                  | –                  | 380 000+          |
| 1999 | „Genie in a Bottle”                           | Christina Aguilera                                                  | 1                  | 1                  | 1                  | 1                  | 1                  | 1                  | 2                  | 2                  | 3                  | 2                  | 2                  | 1                  | 5                  | 2                  | 39                 | 1                  | 1                  | 1                  | 12                 | 8 000 000+        |
| 1999 | „The Christmas Song”                          | My Kind of Christmas                                                | –                  | 18                 | –                  | –                  | –                  | 22                 | –                  | 68                 | –                  | –                  | 79                 | 44                 | –                  | –                  | 27                 | –                  | 35                 | –                  | –                  | 270 000           |
| 1999 | „What a Girl Wants”                           | Christina Aguilera                                                  | 1                  | 1                  | 1                  | 3                  | 3                  | 5                  | 5                  | 18                 | 11                 | 1                  | 17                 | 22                 | 24                 | 9                  | 14                 | 1                  | 1                  | –                  | 13                 | 4 267 000         |
| 2000 | „I Turn to You”                               | Christina Aguilera                                                  | 6                  | 3                  | 8                  | 10                 | 19                 | 10                 | 40                 | 65                 | –                  | 11                 | 30                 | 1                  | 47                 | 40                 | –                  | 5                  | 1                  | –                  | 6                  | 1 800 000+        |
| 2000 | „Come on Over Baby (All I Want Is You)”       | Christina Aguilera                                                  | 4                  | 1                  | 4                  | 7                  | 8                  | 14                 | 9                  | 23                 | 33                 | 2                  | 21                 | 35                 | 23                 | 6                  | 10                 | 5                  | 2                  | 1                  | 9                  | 3 171 000         |
| 2001 | „Lady Marmalade” (feat. Lil’ Kim, Pink & Mýa) | Moulin Rouge! O.S.T.                                                | 1                  | 1                  | 1                  | 1                  | 1                  | 17                 | 1                  | 1                  | 12                 | 1                  | 1                  | 3                  | 1                  | 2                  | 18                 | 1                  | 1                  | 1                  | 11                 | 5 500 000–        |
| 2002 | „Dirrty” (feat. Redman)                       | Stripped                                                            | 5                  | 48                 | 14                 | 2                  | 1                  | 5                  | 4                  | 4                  | 98                 | 20                 | 3                  | 5                  | 6                  | 2                  | 16                 | 1                  | 1                  | 4                  | 18                 | 3 500 000         |
| 2002 | „Beautiful”                                   | Stripped                                                            | 1                  | 2                  | 1                  | 1                  | 1                  | 1                  | 1                  | 4                  | 27                 | 1                  | 7                  | 5                  | 3                  | 2                  | 63                 | 1                  | 1                  | 1                  | 3                  | 4 630 000         |
| 2003 | „Fighter”                                     | Stripped                                                            | 3                  | 20                 | 4                  | 3                  | 3                  | 3                  | 5                  | 6                  | –                  | 14                 | 11                 | 12                 | 12                 | 5                  | –                  | 1                  | 1                  | 13                 | 2                  | 3 540 000         |
| 2003 | „Can’t Hold Us Down” (feat. Lil’ Kim)         | Stripped                                                            | 3                  | 12                 | 3                  | 9                  | 6                  | 20                 | 5                  | 9                  | 27                 | 2                  | 11                 | 13                 | 12                 | 10                 | –                  | 2                  | 3                  | 7                  | 27                 | 2 525 000         |
| 2003 | „The Voice Within”                            | Stripped                                                            | 7                  | 33                 | 11                 | 13                 | 9                  | 10                 | 8                  | 13                 | –                  | 16                 | 3                  | 7                  | 10                 | 6                  | –                  | 4                  | 1                  | 18                 | –                  | 1 500 000+        |
| 2004 | „Car Wash” (feat. Missy Elliott)              | Shark Tale O.S.T.                                                   | 10                 | 63                 | 19                 | 5                  | 4                  | –                  | 2                  | 6                  | –                  | 2                  | 5                  | 11                 | 27                 | 3                  | 10                 | 7                  | 3                  | 5                  | –                  | 1 500 000+        |
| 2006 | „Ain’t No Other Man”                          | Back to Basics                                                      | 2                  | 6                  | 6                  | 3                  | 2                  | 4                  | 6                  | 5                  | 26                 | 5                  | 5                  | 7                  | 15                 | 11                 | 1                  | 1                  | 1                  | 4                  | 30                 | 4 500 000         |
| 2006 | „Hurt”                                        | Back to Basics                                                      | 4                  | 19                 | 10                 | 1                  | 11                 | 3                  | 9                  | 2                  | 3                  | –                  | 1                  | 2                  | 2                  | 2                  | 73                 | 4                  | 3                  | 10                 | 15                 | 4 000             |
| 2007 | „Candyman”                                    | Back to Basics                                                      | 13                 | 25                 | 23                 | 17                 | 17                 | 9                  | 2                  | 11                 | –                  | 2                  | 11                 | 14                 | 24                 | 12                 | 15                 | 6                  | 1                  | 16                 | –                  | 3 500 000         |
| 2007 | „Slow Down Baby”                              | Back to Basics                                                      | –                  | –                  | –                  | –                  | –                  | –                  | 21                 | –                  | –                  | –                  | –                  | –                  | –                  | –                  | –                  | 10                 | –                  | 89                 | –                  | 120 000           |
| 2007 | „Oh Mother”                                   | Back to Basics                                                      | –                  | –                  | –                  | 55                 | –                  | –                  | –                  | 18                 | –                  | –                  | 79                 | 23                 | –                  | 52                 | –                  | –                  | –                  | –                  | –                  | 235,000           |
| 2008 | „Keeps Gettin’ Better”                        | Keeps Gettin’ Better – A Decade of Hits                             | 14                 | 7                  | 11                 | 29                 | 14                 | 4                  | 26                 | 14                 | –                  | 36                 | 21                 | 15                 | –                  | 46                 | 17                 | 1                  | 3                  | 28                 | 58                 | 2 000             |
| 2010 | „Not Myself Tonight”                          | Bionic                                                              | 25                 | 23                 | 14                 | 41                 | 12                 | 11                 | 22                 | 24                 | –                  | 32                 | 42                 | 26                 | 34                 | 18                 | 3                  | 1                  | 1                  | 3                  | 3                  | 1 530 000         |
| 2010 | „You Lost Me”                                 | Bionic                                                              | –                  | 115                | –                  | –                  | 153                | –                  | 186                | –                  | –                  | –                  | –                  | –                  | –                  | 79                 | –                  | 1                  | –                  | –                  | –                  | 250 000+          |
| 2010 | „Express”                                     | Burlesque O.S.T.                                                    | –                  | 102                | –                  | –                  | 75                 | –                  | 58                 | –                  | –                  | –                  | 54                 | –                  | –                  | –                  | 2                  | 2                  | –                  | –                  | 100                | 275 000           |
| 2011 | „Show Me How You Burlesque”                   | Burlesque O.S.T.                                                    | –                  | 70                 | –                  | 199                | –                  | 92                 | 29                 | 89                 | –                  | 8                  | –                  | –                  | –                  | –                  | –                  | –                  | –                  | –                  | –                  | 500 000           |
| 2012 | „Your Body”                                   | Lotus                                                               | –                  | 34                 | 20                 | 21                 | 16                 | 10                 | 59                 | 29                 | 84                 | 33                 | 22                 | 19                 | –                  | 2                  | 17                 | 1                  | 11                 | 23                 | 52                 | 1 300 000         |
| 2012 | „Just a Fool” (feat. Blake Shelton)           | Lotus                                                               | –                  | 71                 | –                  | –                  | –                  | 37                 | –                  | –                  | –                  | –                  | –                  | –                  | –                  | –                  | –                  | 1                  | 18                 | –                  | –                  | 1 000             |
| 2013 | „We Remain”                                   | The Hunger Games: Catching Fire O.S.T.                              | –                  | –                  | –                  | –                  | 144                | –                  | –                  | –                  | –                  | –                  | –                  | –                  | –                  | –                  | –                  | 2                  | –                  | –                  | –                  | 120 000           |
| 2013 | „Say Something” (wraz z A Great Big World)    | Is There Anybody Out There?                                         | 4                  | 4                  | 7                  | 23                 | 4                  | 1                  | 1                  | 36                 | 29                 | 2                  | 20                 | 4                  | 4                  | 6                  | –                  | 1                  | 2                  | 70                 | –                  | 10 000 000+       |
| 2016 | „Change”                                      | –                                                                   | –                  | 105                | –                  | –                  | 173                | –                  | –                  | –                  | 120                | –                  | –                  | –                  | –                  | –                  | –                  | 21                 | 1                  | –                  | –                  | 35 000+           |
| 2016 | „Telepathy” (feat. Nile Rodgers)              | The Get Down (Original Soundtrack from the Netflix Original Series) | –                  | –                  | –                  | –                  | –                  | –                  | –                  | –                  | 120                | –                  | –                  | –                  | –                  | –                  | –                  | –                  | –                  | 99                 | –                  |                   |
| 2018 | „Accelerate” (feat. Ty Dolla $ign & 2 Chainz) | Liberation                                                          | –                  | 124                | –                  | –                  | –                  | –                  | –                  | –                  | 157                | –                  | –                  | –                  | –                  | –                  | –                  | 11                 | –                  | 87                 | –                  |                   |
| 2018 | „Fall in Line” (feat. Demi Lovato)            | Liberation                                                          | –                  | 101                | –                  | –                  | 99                 | 97                 | –                  | –                  | 130                | –                  | 86                 | –                  | –                  | –                  | –                  | 12                 | 11                 | 65                 | –                  | 300 000           |
| 2019 | „Haunted Heart”                               | The Addams Family (Original Motion Picture Soundtrack)              | –                  | –                  | –                  | –                  | –                  | –                  | –                  | –                  | –                  | –                  | –                  | –                  | –                  | –                  | –                  | –                  | –                  | –                  | –                  |                   |
| 2019 | „Fall on Me” (wraz z A Great Big World)       | A Great Big World                                                   | –                  | –                  | –                  | –                  | –                  | –                  | –                  | –                  | –                  | –                  | –                  | –                  | –                  | –                  | –                  | 14                 | 15                 | –                  | –                  |                   |
| 2020 | „Loyal Brave True”                            | Mulan (Original Motion Picture Soundtrack)                          | –                  | –                  | –                  | –                  | –                  | –                  | –                  | –                  | –                  | –                  | –                  | –                  | –                  | –                  | –                  | 14                 | 22                 | –                  | –                  |                   |
| 2020 | „Reflection”                                  | Mulan (Original Motion Picture Soundtrack)                          | –                  | –                  | –                  | –                  | –                  | –                  | –                  | –                  | –                  | –                  | –                  | –                  | –                  | –                  | –                  | 12                 | 5                  | –                  | –                  |                   |

#### Single hiszpańskojęzyczne
| Rok  | Tytuł                                               | Album                              | Pozycje na listach | Pozycje na listach | Pozycje na listach | Pozycje na listach | Pozycje na listach | Pozycje na listach | Pozycje na listach | Pozycje na listach | Pozycje na listach | Pozycje na listach | Pozycje na listach |
| Rok  | Tytuł                                               | Album                              | Latin              | Hiszpania          | Meksyk             | Argentyna          | Airplay            | Brazylia           | Chile              | Wenezuela          | Peru               | Urugwaj            | Kostaryka          |
| ---- | --------------------------------------------------- | ---------------------------------- | ------------------ | ------------------ | ------------------ | ------------------ | ------------------ | ------------------ | ------------------ | ------------------ | ------------------ | ------------------ | ------------------ |
| 1999 | „Genio atrapado”                                    | Mi Reflejo                         | 13                 | 12                 | 20                 | 2                  | 1                  | –                  | –                  | 112                | –                  | –                  | 1                  |
| 2000 | „Por siempre tú”                                    | Mi Reflejo                         | 6                  | –                  | –                  | 1                  | 1                  | 1                  | –                  | –                  | –                  | –                  | –                  |
| 2000 | „Ven conmigo (Solamente tú)”                        | Mi Reflejo                         | 1                  | 1                  | 1                  | –                  | 4                  | –                  | 2                  | –                  | –                  | –                  | –                  |
| 2000 | „Pero me acuerdo de ti”                             | Mi Reflejo                         | 8                  | 3                  | 1                  | 1                  | 2                  | 49                 | 6                  | 1                  | 6                  | 1                  | –                  |
| 2001 | „El último adiós (The Last Goodbye)”                | El último adiós (The Last Goodbye) | –                  | –                  | –                  | –                  | –                  | –                  | –                  | –                  | –                  | –                  | –                  |
| 2001 | „Falsas esperanzas”                                 | Mi Reflejo                         | –                  | 15                 | 1                  | 31                 | 11                 | –                  | 1                  | 1                  | 11                 | 5                  | 1                  |
| 2013 | „Hoy tengo ganas de ti” (feat. Alejandro Fernández) | Confidencias                       | 5                  | 4                  | 1                  | –                  | 15                 | 103                | 13                 | 1                  | –                  | –                  | 3                  |
| 2020 | „El mejor guerrero”                                 | Mulan O.S.T.                       | –                  | –                  | –                  | –                  | –                  | –                  | –                  | –                  | –                  | –                  | –                  |

#### Single promocyjne
| 2000 | „Christmas Time”               | My Kind of Christmas                    | –   | –   | –  | –  | –   | –  | –  | –  | –  | 1  | –  |
| 2001 | „Just Be Free”                 | Just Be Free                            | –   | –   | –  | –  | –   | –  | –  | –  | –  | –  | –  |
| 2003 | „Infatuation”                  | Stripped                                | –   | –   | –  | –  | –   | 86 | 25 | –  | –  | 9  | 14 |
| 2004 | „Hello (Follow Your Own Star)” | –                                       | –   | –   | –  | 30 | –   | –  | –  | –  | 12 | –  | –  |
| 2008 | „Save Me from Myself”          | Back to Basics                          | –   | –   | –  | –  | –   | –  | –  | –  | –  | –  | –  |
| 2008 | „Dynamite”                     | Keeps Gettin’ Better – A Decade of Hits | –   | –   | –  | –  | –   | –  | –  | 75 | –  | 12 | –  |
| 2010 | „Woohoo”                       | Bionic                                  | 79  | 148 | 46 | –  | –   | –  | –  | 99 | –  | 4  | –  |
| 2010 | „I Hate Boys”                  | Bionic                                  | –   | –   | –  | –  | –   | –  | –  | –  | –  | 9  | –  |
| 2010 | „Bound to You”                 | Burlesque O.S.T.                        | –   | –   | –  | –  | –   | –  | –  | –  | –  | –  | –  |
| 2015 | „The Real Thing”               | –                                       | –   | –   | –  | –  | –   | –  | –  | –  | –  | –  | –  |
| 2015 | „Shotgun”                      | –                                       | 114 | –   | –  | –  | –   | –  | –  | –  | –  | –  | –  |
| 2018 | „Twice”                        | Liberation                              | –   | –   | –  | –  | 169 | –  | –  | –  | –  | –  | –  |
| 2018 | „Like I Do”                    | Liberation                              | –   | –   | –  | –  | –   | –  | –  | –  | –  | –  | –  |

### Jako artystka współuczestnicząca
| Rok  | Tytuł                                                    | Album                           | Pozycje na listach | Pozycje na listach | Pozycje na listach | Pozycje na listach | Pozycje na listach | Pozycje na listach | Pozycje na listach | Pozycje na listach | Pozycje na listach | Pozycje na listach | Pozycje na listach | Pozycje na listach | Pozycje na listach | Pozycje na listach | Pozycje na listach |
| Rok  | Tytuł                                                    | Album                           |                    | Stany Zjednoczone  | Pop                | Unia Europejska    | Wielka Brytania    | Kanada             | Australia          | Niemcy             | Francja            | Szwajcaria         | Austria            | Szwecja            | Holandia           | Japonia            | Włochy             |
| ---- | -------------------------------------------------------- | ------------------------------- | ------------------ | ------------------ | ------------------ | ------------------ | ------------------ | ------------------ | ------------------ | ------------------ | ------------------ | ------------------ | ------------------ | ------------------ | ------------------ | ------------------ | ------------------ |
| 1997 | „All I Wanna Do” (feat. Keizo Nakanishi)                 | Spinning                        | –                  | –                  | –                  | –                  | –                  | –                  | –                  | –                  | –                  | –                  | –                  | –                  | –                  | 12                 | –                  |
| 2001 | „Nobody Wants to Be Lonely” (feat. Ricky Martin)         | Sound Loaded                    | 1                  | 13                 | 8                  | 4                  | 4                  | 4                  | 8                  | 5                  | 28                 | 2                  | 13                 | 3                  | 3                  | 19                 | 2                  |
| 2001 | „What’s Going On” (feat. Artists Against AIDS Worldwide) | What’s Going On                 | –                  | 27                 | 24                 | –                  | 6                  | –                  | 38                 | 35                 | 55                 | 16                 | 51                 | 19                 | 24                 | –                  | –                  |
| 2004 | „Tilt Ya Head Back” (feat. Nelly)                        | Sweat                           | 26                 | 58                 | 26                 | 24                 | 5                  | 27                 | 5                  | 27                 | –                  | 16                 | 42                 | –                  | 16                 | 30                 | –                  |
| 2005 | „A Song for You” (feat. Herbie Hancock)                  | Possibilities                   | –                  | –                  | –                  | –                  | –                  | –                  | –                  | –                  | –                  | –                  | –                  | –                  | –                  | 55                 | –                  |
| 2006 | „Somos Novios (It’s Impossible)” (feat. Andrea Bocelli)  | Amore                           | –                  | –                  | –                  | –                  | –                  | –                  | –                  | –                  | –                  | –                  | –                  | –                  | –                  | –                  | 39                 |
| 2006 | „Tell Me” (feat. Diddy)                                  | Press Play                      | 24                 | 47                 | 25                 | 9                  | 8                  | –                  | 13                 | 5                  | –                  | 7                  | 19                 | 47                 | 13                 | –                  | –                  |
| 2011 | „Moves Like Jagger” (feat. Maroon 5)                     | Hands All Over (Deluxe Edition) | 1                  | 1                  | 1                  | 1                  | 2                  | 1                  | 2                  | 2                  | 3                  | 5                  | 1                  | 1                  | 1                  | 9                  | 2                  |
| 2013 | „Feel This Moment” (feat. Pitbull)                       | Global Warming                  | 6                  | 8                  | 3                  | 5                  | 5                  | 4                  | 6                  | 9                  | 23                 | 7                  | 2                  | 21                 | 6                  | 10                 | 19                 |
| 2014 | „Do What U Want” (feat. Lady Gaga)                       | –                               | –                  | –                  | –                  | –                  | 12                 | –                  | –                  | –                  | –                  | –                  | –                  | –                  | –                  | –                  | –                  |

## Inne piosenki notowane na listach przebojów
| Rok        | Tytuł                                          | Album                                   | Pozycje na listach   | Pozycje na listach | Pozycje na listach | Pozycje na listach | Pozycje na listach | Pozycje na listach | Pozycje na listach | Pozycje na listach | Pozycje na listach | Pozycje na listach   | Pozycje na listach | Pozycje na listach | Pozycje na listach | Pozycje na listach | Pozycje na listach | Pozycje na listach | Pozycje na listach |
| Rok        | Tytuł                                          | Album                                   | [ 46 ] [ 47 ] [ 48 ] | [ 49 ]             | [ 50 ] [ 51 ]      | Digital            | [ 41 ]             | Argentyna          | Airplay            | [ 47 ]             | [ 54 ]             | [ 47 ] [ 55 ] [ 56 ] | [ 47 ]             | [ 47 ]             | [ 48 ] [ 57 ]      | [ 43 ]             | Bułgaria           | [ 58 ]             |                    |
| ---------- | ---------------------------------------------- | --------------------------------------- | -------------------- | ------------------ | ------------------ | ------------------ | ------------------ | ------------------ | ------------------ | ------------------ | ------------------ | -------------------- | ------------------ | ------------------ | ------------------ | ------------------ | ------------------ | ------------------ | ------------------ |
| 1999       | „Love Will Find a Way”                         | Christina Aguilera                      | –                    | –                  | –                  | –                  | 69                 | –                  | –                  | –                  | –                  | –                    | –                  | –                  | –                  | –                  | –                  | –                  |                    |
| 2001       | „Contigo en la distancia”                      | Mi Reflejo                              | –                    | –                  | –                  | –                  | –                  | –                  | 39                 | –                  | –                  | –                    | –                  | –                  | –                  | –                  | –                  | –                  |                    |
| 2001       | „Si no te hubiera conocido” (feat. Luis Fonsi) | Mi Reflejo                              | –                    | –                  | –                  | –                  | –                  | 33                 | –                  | –                  | –                  | –                    | –                  | –                  | –                  | –                  | –                  | –                  |                    |
| 2001       | „Believe Me”                                   | Just Be Free                            | –                    | –                  | –                  | –                  | –                  | –                  | 50                 | –                  | –                  | –                    | –                  | –                  | –                  | –                  | –                  | –                  |                    |
| 2006       | „Mercy on Me”                                  | Back to Basics                          | –                    | 140                | –                  | –                  | –                  | –                  | –                  | –                  | –                  | –                    | –                  | –                  | –                  | –                  | –                  | –                  |                    |
| 2006       | „Without You”                                  | Back to Basics                          | –                    | –                  | –                  | 35                 | –                  | –                  | –                  | –                  | –                  | –                    | –                  | –                  | –                  | –                  | –                  | –                  |                    |
| 2008       | „Walk Away”                                    | Stripped                                | –                    | –                  | –                  | –                  | –                  | –                  | –                  | –                  | 35                 | –                    | –                  | –                  | –                  | –                  | –                  | –                  |                    |
| 2008       | „Genie 2.0”                                    | Keeps Gettin’ Better – A Decade of Hits | –                    | –                  | 161                | –                  | –                  | –                  | –                  | –                  | –                  | –                    | –                  | –                  | –                  | –                  | –                  | –                  |                    |
| 2008       | „Chris Cox Megamix”                            | –                                       | –                    | –                  | –                  | –                  | –                  | –                  | –                  | –                  | –                  | –                    | –                  | –                  | –                  | –                  | 7                  | –                  |                    |
| 2010       | „Lift Me Up” (Live)                            | Bionic                                  | 125                  | –                  | 183                | –                  | –                  | –                  | –                  | –                  | –                  | –                    | –                  | –                  | –                  | –                  | –                  | –                  |                    |
| 2010       | „Bionic”                                       | Bionic                                  | 66                   | –                  | –                  | –                  | –                  | –                  | –                  | –                  | –                  | –                    | –                  | 27                 | –                  | 35                 | –                  | –                  |                    |
| 2010       | „Glam”                                         | Bionic                                  | –                    | –                  | –                  | –                  | –                  | –                  | –                  | –                  | –                  | 62                   | –                  | –                  | 17                 | –                  | –                  | –                  |                    |
| 2010       | „Monday Morning”                               | Bionic                                  | –                    | –                  | –                  | –                  | –                  | –                  | –                  | –                  | –                  | 175                  | 22                 | –                  | –                  | –                  | –                  | –                  |                    |
| 2010− 2020 | „Little Dreamer”                               | Bionic                                  | –                    | –                  | –                  | –                  | –                  | –                  | –                  | 162                | –                  | –                    | –                  | –                  | –                  | –                  | –                  | 13                 |                    |
| 2011       | „The Beautiful People”                         | Burlesque O.S.T.                        | –                    | –                  | –                  | –                  | –                  | –                  | –                  | –                  | –                  | –                    | –                  | –                  | 2                  | –                  | –                  | –                  |                    |
| 2012       | „Lotus Intro”                                  | Lotus                                   | –                    | –                  | –                  | –                  | –                  | –                  | –                  | –                  | –                  | 165                  | –                  | –                  | –                  | –                  | –                  | –                  |                    |
| 2012       | „Army of Me”                                   | Lotus                                   | –                    | –                  | –                  | –                  | –                  | –                  | –                  | –                  | –                  | 103                  | –                  | –                  | –                  | –                  | –                  | –                  |                    |
| 2012       | „Red Hot Kinda Love”                           | Lotus                                   | –                    | –                  | –                  | –                  | –                  | –                  | –                  | –                  | –                  | 5                    | –                  | –                  | –                  | –                  | –                  | –                  |                    |
| 2012       | „Make the World Move” (feat. Cee Lo Green)     | Lotus                                   | –                    | –                  | –                  | –                  | –                  | –                  | –                  | –                  | –                  | 88                   | –                  | –                  | –                  | –                  | –                  | –                  |                    |
| 2012       | „Let There Be Love”                            | Lotus                                   | –                    | –                  | –                  | –                  | –                  | –                  | –                  | –                  | –                  | 92                   | –                  | –                  | –                  | 40                 | –                  | –                  |                    |
| 2012       | „Sing for Me”                                  | Lotus                                   | –                    | –                  | –                  | –                  | –                  | –                  | –                  | –                  | –                  | 125                  | –                  | –                  | –                  | –                  | –                  | –                  |                    |
| 2012       | „Blank Page”                                   | Lotus                                   | –                    | –                  | –                  | –                  | –                  | –                  | –                  | –                  | –                  | 53                   | –                  | –                  | –                  | –                  | –                  | –                  |                    |
| 2012       | „Cease Fire”                                   | Lotus                                   | –                    | –                  | –                  | –                  | –                  | –                  | –                  | –                  | –                  | 189                  | –                  | –                  | –                  | –                  | –                  | –                  |                    |
| 2012       | „Around the World”                             | Lotus                                   | –                    | –                  | –                  | –                  | –                  | –                  | –                  | –                  | –                  | 158                  | –                  | –                  | –                  | –                  | –                  | –                  |                    |
| 2012       | „Circles”                                      | Lotus                                   | –                    | –                  | –                  | –                  | –                  | –                  | –                  | –                  | –                  | 160                  | –                  | –                  | –                  | –                  | –                  | –                  |                    |
| 2012       | „Best of Me”                                   | Lotus                                   | –                    | –                  | –                  | –                  | –                  | –                  | –                  | –                  | –                  | 172                  | –                  | –                  | –                  | –                  | –                  | –                  |                    |
| 2012       | „Light Up the Sky”                             | Lotus                                   | –                    | –                  | –                  | –                  | –                  | –                  | –                  | –                  | –                  | 150                  | –                  | –                  | –                  | –                  | –                  | –                  |                    |
| 2012       | „Empty Words”                                  | Lotus                                   | –                    | –                  | –                  | –                  | –                  | –                  | –                  | –                  | –                  | 169                  | –                  | –                  | –                  | –                  | –                  | –                  |                    |
| 2012       | „Shut Up”                                      | Lotus                                   | –                    | –                  | –                  | –                  | –                  | –                  | –                  | –                  | –                  | 175                  | –                  | –                  | –                  | –                  | –                  | –                  |                    |

## Współpraca
- 1995: „All I Wanna Do” (feat. Keizo Nakanishi)[59]
- 2000: „Si no te hubiera conocido” (feat. Luis Fonsi)
- 2001: „What’s Going On” (z innymi gwiazdami MTV w ramach akcji Artists Against AIDS Worldwide)
- 2001: „El último adiós (The Last Goodbye)” (z artystami latynoskimi lub latynoamerykańskimi)
- 2005: „A Song for You” (feat. Herbie Hancock)
- 2006: „Somos Novios (It’s Impossible)” (feat. Andrea Bocelli)
- 2007: „Mother” (feat. Bigelf)
- 2010: „Castle Walls” (feat. T.I.)

## DVD
- 1999: Genie Gets Her Wish
- 2001: My Reflection
- 2004: Stripped Live in the UK
- 2008: Back to Basics: Live and Down Under

## Certyfikaty singli
- „Genie in a Bottle”

Certyfikat AUS: 2x Platyna
Certyfikat FRA: Złoto
Certyfikat GER: Platyna
Certyfikat NZL: 3x Platyna
Certyfikat SWE: Platyna
Certyfikat SWI: Złoto
Certyfikat UK: 2x Platyna
Certyfikat US: 2x Platyna
- „What a Girl Wants”

Certyfikat AUS: Złoto
Certyfikat NZL: Złoto
Certyfikat SWE: Złoto
Certyfikat US: Złoto
- „Come on Over”

Certyfikat AUS: Platyna
Certyfikat NZL: Złoto
Certyfikat US: Złoto
- „Nobody Wants to Be Lonely”

Certyfikat AUS: Złoto
Certyfikat SWE: Złoto
Certyfikat SWI: Złoto
- „Lady Marmalade”

Certyfikat AUS: 2x Platyna
Certyfikat AUT: Złoto
Certyfikat BEL: Platyna
Certyfikat FRA: Srebro
Certyfikat ITA: Platyna
Certyfikat NLD: Platyna
Certyfikat NZL: Platyna
Certyfikat NOR: 2x Platyna
Certyfikat SWE: Platyna
Certyfikat SWI: Złoto
Certyfikat UK: Złoto
- „Dirrty”

Certyfikat AUS: Platyna
Certyfikat BEL: Złoto
Certyfikat NLD: Złoto
Certyfikat NZL: Złoto
Certyfikat NOR: Platyna
Certyfikat SWE: Platyna
Certyfikat SWI: Złoto
- „Beautiful”

Certyfikat AUS: Platyna
Certyfikat US: Złoto
- „Fighter”

Certyfikat AUS: Złoto
Certyfikat US: Złoto
- „Can’t Hold Us Down”

Certyfikat AUS: Złoto
- „Car Wash”

Certyfikat AUS: Złoto
- „Tilt Ya Head Back”

Certyfikat AUS: Złoto
- „Ain’t No Other Man”

Certyfikat AUS: Platyna
Certyfikat DNK: Złoto
Certyfikat CAN: 2x Platyna
Certyfikat US: Platyna
- „Hurt”

Certyfikat AUS: Złoto
Certyfikat AUT: Złoto
Certyfikat BEL: Złoto
Certyfikat CAN: Platyna
Certyfikat FRA: Srebro
Certyfikat GER: Złoto
Certyfikat SWI: Złoto
Certyfikat US: Złoto
Certyfikat UK: Srebro
- „Candyman”

Certyfikat AUS: Platyna
Certyfikat NZL: Złoto
Certyfikat US: Złoto
- „Not Myself Tonight”

Certyfikat AUS: Złoto
- „Moves Like Jagger”

Certyfikat AUS: 9x Platyna
Certyfikat BEL: Złoto
Certyfikat CAN: 7x Platyna
Certyfikat DNK: 2x Platyna
Certyfikat GER: Platyna
Certyfikat ITA: 2x Platyna
Certyfikat NZL: 3x Platyna
Certyfikat SWE: 5x Platyna
Certyfikat SWI: Platyna
Certyfikat UK: 2x Platyna
Certyfikat US: 5x Platyna
- „Feel This Moment”

Certyfikat AUS: 2x Platyna
Certyfikat BEL: Złoto
Certyfikat DNK: Platyna
Certyfikat GER: Złoto
Certyfikat ITA: Złoto
Certyfikat NZL: Platyna
Certyfikat SWE: Platyna
Certyfikat UK: Srebro
Certyfikat US: 2x Platyna
- „Your Body”

Certyfikat DNK: Złoto
Źródła
- ARIA: Australia, IFPI: Austria, SNEP: Francja,
- NVPI: Holandia. nvpi.nl. [zarchiwizowane z tego adresu (2008-06-22)]., CRIA: Kanada, IFPI: Niemcy, IFPI: Norwegia, IFPI: Szwecja, IFPI: Szwajcaria, RIAA: US, BPI: UK.

## Teledyski
| Rok  | Utwór                                   | Reżyseria                              |
| ---- | --------------------------------------- | -------------------------------------- |
| 1997 | „All I Wanna Do”                        | Gregg Araki                            |
| 1998 | „Reflection”                            | Tony Bancroft                          |
| 1999 | „Genie in a Bottle”                     | Diane Martel                           |
| 1999 | „Genio atrapado”                        | Diane Martel                           |
| 1999 | „What a Girl Wants”                     | Diane Martel                           |
| 1999 | „The Christmas Song”                    | Doug Biro & Clare Davies               |
| 2000 | „I Turn to You”                         | Joseph Kahn                            |
| 2000 | „Por siempre tú”                        | Joseph Kahn                            |
| 2000 | „Come On Over Baby (All I Want Is You)” | Paul Hunter                            |
| 2000 | „Ven conmigo (Solamente tú)”            | Paul Hunter                            |
| 2000 | „Pero me acuerdo de tí”                 | Kevin G. Bray                          |
| 2000 | „Christmas Time”                        | Lawrence Jordan                        |
| 2001 | „Nobody Wants to Be Lonely”             | Wayne Isham                            |
| 2001 | „Falsas esperanzas”                     | Lawrence Jordan                        |
| 2001 | „Lady Marmalade”                        | Paul Hunter                            |
| 2001 | „What’s Going On”                       | Jake Scott                             |
| 2002 | „Dirrty”                                | David La Chapelle                      |
| 2002 | „Beautiful”                             | Jonas Åkerlund                         |
| 2003 | „Fighter”                               | Floria Sigismondi                      |
| 2003 | „Can’t Hold Us Down”                    | David La Chapelle                      |
| 2003 | „The Voice Within”                      | David La Chapelle                      |
| 2004 | „Car Wash”                              | Rich Newey                             |
| 2004 | „Tilt Ya Head Back”                     | Little X                               |
| 2006 | „Ain’t No Other Man”                    | Bryan Barber                           |
| 2006 | „Hurt”                                  | Floria Sigismondi & Christina Aguilera |
| 2006 | „Tell Me”                               | Erik White                             |
| 2007 | „Candyman”                              | Matthew Rolston & Christina Aguilera   |
| 2007 | „Oh Mother”                             | Hamish Hamilton & Jamie King           |
| 2008 | „Save Me from Myself”                   | Christina Aguilera & Paul Korver       |
| 2008 | „Keeps Gettin’ Better”                  | Peter Berg                             |
| 2010 | „Not Myself Tonight”                    | Hype Williams                          |
| 2010 | „You Lost Me”                           | Anthony Mandler                        |
| 2010 | „Something’s Got a Hold on Me”          | Steve Antin                            |
| 2011 | „Moves Like Jagger”                     | Jonas Åkerlund                         |
| 2012 | „Your Body”                             | Melina Matsoukas                       |
| 2013 | „Feel This Moment”                      | David Rousseau                         |
| 2013 | „Hoy tengo ganas de ti”                 | Simón Brand                            |
| 2013 | „Say Something”                         | Christopher Sims                       |
| 2018 | „Accelerate”                            | Zoey Grossman                          |
| 2018 | „Fall in Line”                          | Luke Gilford                           |

Nieoficjalne lub promocyjne
- „So Emotional” (1999)
- „When You Put Your Hands on Me” (1999)
- „Walk Away” (2003)
- „Infatuation” (2004)
- „Slow Down Baby” (2007)
- „Castle Walls” (2010) (nieopublikowany)
- „Let There Be Love” (2013)
- „Change” (2016) (lyric video)
- „Telepathy” (2016)
- „Twice” (2018) (wizualizacja)
- „Fall in Line” (2018) (lyric video)
- „Like I Do” (2018) (lyric video)